# 1470er
Portal Geschichte | Portal Biografien | Aktuelle Ereignisse | Jahreskalender | Tagesartikel

◄ |
14. Jh. |
15. Jahrhundert
| 16. Jh. | ►

◄ |
1440er |
1450er |
1460er |
1470er
| 1480er | 1490er | 1500er | ►

1470 |
1471 |
1472 |
1473 |
1474 |
1475 |
1476 |
1477 |
1478 |
1479

## Ereignisse
- 1471: Portugiesen überqueren als erste Europäer den Äquator und entdecken die Goldküste in Westafrika.
- 1474 bis 1477: Burgunderkriege.
- 1476: In den Reichen der Krone von Kastilien wird die Polizei- und Militärorganisation Santa Hermandad gegründet.
- 1478: In Lübeck wird das Holstentor fertiggestellt.